# Caenoconops freidbergi
Caenoconops freidbergi är en tvåvingeart som beskrevs av Camras 2000. Caenoconops freidbergi ingår i släktet Caenoconops och familjen stekelflugor.
Artens utbredningsområde är Kenya. Inga underarter finns listade i Catalogue of Life.